# Charles Bourseul

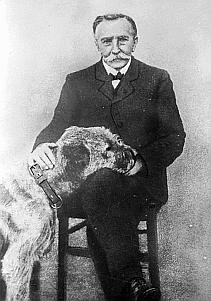
Charles Bourseul en torno al año 1890

Charles Bourseul (Bruselas, 28 de abril de 1829 - Saint-Céré, 23 de noviembre de 1912) fue un ingeniero francés, uno de los pioneros de la telefonía. Desarrolló sus investigaciones varias décadas antes de que Graham Bell patentara su invento y diez años antes de que Antonio Meucci lograra la primera llamada telefónica.

## Biografía
Charles nació en Bruselas (Bélgica), pero se crio y creció en Douai (Francia), país del que era su padre, militar de profesión.

## Invención del Teléfono
Trabajó como ingeniero civil y mecánico para la compañía telegráfica, realizando mejoras técnicas al sistema de  L. F. Breguet  y Samuel F. B. Morse. 
También investigó y experimentó con la transmisión eléctrica de la voz humana, estudiando la posibilidad de utilizar las vibraciones provocadas por la voz sobre un disco flexible para transmitirlas y provocarlas también en un disco idéntico en un punto rececptor. Fabricó un micrófono electromagnético, pero nunca consiguió que el receptor reprodujera satisfactoriamente la voz.
En el año 1854 Charles Bourseul publicó en la revista L'Illustration (Paris) el primer informe de la historia sobre la transmisión de la voz humana por medios eléctricos, aunque sin estar avalado por un logro definitivo. No obstante, en él informaba de las bases del funcionamiento y decía que el proceso era delicado y necesitaba trabajo y paciencia, pero que según sus aproximaciones, no tardaría en obtenerse éxito al respecto. 
El propio Johann Philipp Reis confirmó haber utilizado las investigaciones de Charles Bourseul publicadas en 1854 como base para sus propios desarrollos al respecto. 
Poco después, en 1860, Meucci reclamó haber hecho su primer intento telefónico en Italia, que llegó a demostrar en público. Tras su intento de producción buscando inversores se puso encontacto con la Western Union Telegraph Company, a la que transmitió su hallazgo. Tras años de inactividad de ésta y su reclamo correspondiente, le comunicaron haber perdido su invento, que fue patentado el año 1876 por Alexander Graham Bell. Aunque murió metido en procesos judiciales al respecto, no consiguió en vida su reconocimiento. No es hasta el 11 de junio de 2002 cuando el Boletín Oficial de la Cámara de Representantes de los EE. UU. publica la resolución 269 que reconocer su autoría.